# Louis Ozawa Changchien

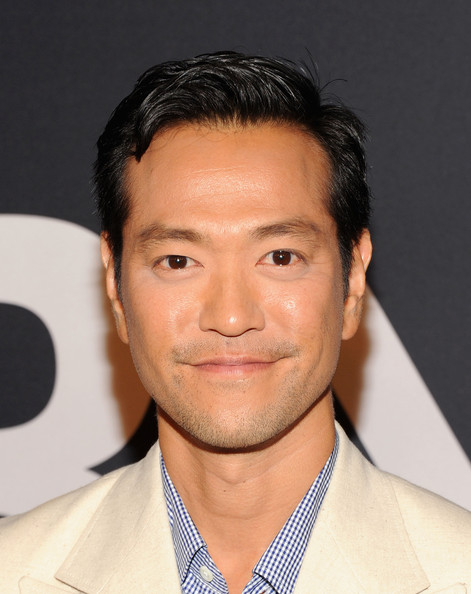
Louis Ozawa Changchien (2012)

Louis Ozawa Changchien (* 11. Oktober 1975 in New York City, New York) ist ein US-amerikanischer Schauspieler japanisch-taiwanischer Herkunft.

## Leben und Karriere
Louis Ozawa Changchien wurde im New Yorker Stadtteil Queens als Sohn eines Taiwanesen und einer japanischen Mutter, die als Schmuckdesignerin arbeitete, geboren und wuchs anschließend im Stadtteil Manhattan und in Japan auf. Er spricht fließend Japanisch. Seine Mutter arbeitete seinerzeit in Kyoto ebenfalls im Bereich des Schauspiels und des Modelns. Zurück in New York besuchte er die Riverdale Country School und Stuyvesant High School, bevor er an der Brown University studierte, die er mit dem Master of Fine Arts abschloss. Zu Beginn seiner Karriere stand er bereits im Kindesalter für eine Reihe von Werbespots vor der Kamera. Später arbeitete er unter anderem für AT & T, Coca-Cola und Microsoft. Zwischenzeitlich zeigte er kein großes Interesse am Schauspiel und entschied erst auf dem College, sich ihm wieder zuzuwenden. Von da an begann er am Drama-Programm der Universität teilzunehmen. In seiner Heimatstadt wurde er Mitglied der Theatergruppe Partial Comfort.
Im Jahr 2001 gab er mit einem Auftritt im Film On the Q.T. sein Schauspieldebüt vor der Kamera. Es folgten vereinzelte Auftritte in kleineren Filmen und Gastrollen im Fernsehen, wie in Law & Order. 2008 verkörperte er Matsubara in der romantischen Komödie Gigantic. 2010 spielte er eine kleine Rolle im Politdrama Fair Game – Nichts ist gefährlicher als die Wahrheit und trat anschließend im Film Predators als Hanzo in der Nebenrolle eines Yakuza-Mitgliedes auf. 2012 folgte eine weitere kleine Rolle im Film Das Bourne Vermächtnis. Daneben trat er in den Serien Lights Out, Blue Bloods – Crime Scene New York, Marvel’s Agents of S.H.I.E.L.D., Hawaii Five-0 und True Blood in Nebenrollen auf. 2014 übernahm er als Samuel eine zentrale Rolle in der Serie Matador, die allerdings bereits nach nur einer Staffel eingestellt wurde. Im selben Jahr war er zudem als Stanley Huang im Filmdrama The Sisterhood of Night zu sehen. 2016 übernahm er als Sgt. Chen eine Nebenrolle im Film Spectral. Von 2015 bis 2016 verkörperte er als Paul Kasoura eine kleine Rolle in der Serie The Man in the High Castle. 2018 trat er in einer Nebenrolle in der vierten Staffel von Bosch auf. Weitere Serienauftritte folgten in MacGyver, Elementary, Magnum P.I., Blindspot, Supergirl und The Good Fight. 2020 gehörte er als Joe Mizushima zur Besetzung der Serie Hunters.
Changchien lebt bis heute in seiner Geburtsstadt New York. Er ist Träger des schwarzen Gürtels in der Sportart Kendō. Daneben ist ein weiteres seiner Interessen die Fotografie. So stellte er etliche Bilder der Website metromix.com aus Los Angeles zur Verfügung.

## Filmografie (Auswahl)
- 2001: On the Q.T.
- 2003: Robot Stories
- 2006: Law & Order (Fernsehserie, Episode 17x09)
- 2008: Warriors – Die größten Krieger der Geschichte (Heroes and Villains, Fernsehserie, Episode 1x06)
- 2008: Tomorrow Arigato (Kurzfilm)
- 2008: Pretty to Think So
- 2008: Gigantic
- 2010: Fair Game – Nichts ist gefährlicher als die Wahrheit (Fair Game)
- 2010: Predators
- 2011: Lights Out (Fernsehserie, Episode 1x01)
- 2011: The Miraculous Year (Fernsehfilm)
- 2012: Things I Don’t Understand
- 2012: Lefty Loosey Righty Tighty
- 2012: Das Bourne Vermächtnis (The Bourne Legacy)
- 2012: Blue Bloods – Crime Scene New York (Blue Bloods, Fernsehserie, Episode 3x05)
- 2013: Marvel’s Agents of S.H.I.E.L.D. (Fernsehserie, Episode 1x05)
- 2013: Hawaii Five-0 (Fernsehserie, Episode 4x08)
- 2014: True Blood (Fernsehserie, 2 Episoden)
- 2014: Matador (Fernsehserie, 12 Episoden)
- 2014: The Sisterhood of Night
- 2015: Someone Else
- 2015: Deadbeat (Fernsehserie, Episode 2x13)
- 2015–2016: The Man in the High Castle (Fernsehserie, 5 Episoden)
- 2016: Detective Laura Diamond (Fernsehserie, 2 Episoden)
- 2016: Spectral
- 2017: The Ningyo (Kurzfilm)
- 2017: MacGyver (Fernsehserie, Episode 2x09)
- 2018: Bosch (Fernsehserie, 6 Episoden)
- 2018: Elementary (Fernsehserie, Episode 6x06)
- 2018: Kidding (Fernsehserie, 3 Episoden)
- 2018: Magnum P.I. (Fernsehserie, Episode 1x09)
- 2019: Blindspot (Fernsehserie, Episode 4x12)
- 2019: Supergirl (Fernsehserie, 2 Episoden)
- 2019: The Good Fight (Fernsehserie, Episode 3x02)
- 2019: Another Life (Fernsehserie, Episode 1x04)
- 2020–2023: Hunters (Fernsehserie, 18 Episoden)
- 2020: Beautiful Dreamer
- 2020: Grey’s Anatomy (Fernsehserie, 2 Episoden)
- 2022: Pachinko – Ein einfaches Leben (Fernsehserie, 3 Episoden)
- 2023: Tom Clancy’s Jack Ryan (Fernsehserie, 5 Episoden)